# Holly Holm
Holly Holm (Albuquerque, 17 de outubro de 1981) é uma lutadora estadunidense de artes marciais mistas (MMA). Já foi campeã peso-galo do UFC e do LFC. Também foi campeã mundial de boxe 19 vezes em três categorias diferentes. Holm venceu Ronda Rousey em 14 de novembro de 2015 com um chute na cabeça no segundo round do UFC 193 e se tornou a segunda campeã da divisão dos pesos-galos femininos do UFC, além de ser a única atleta a conquistar cinturões no boxe e no UFC.

## Carreira no boxe
Aos 21 anos, Holm estreou no boxe com uma vitória por nocaute técnico em sua cidade natal, Albuquerque. Em 2004, aos 23 anos, ela faturou seu primeiro título: o cinturão inaugural dos ligeiros. Em 2006, ganhou seu primeiro título da WBA (Associação Mundial de Boxe), na categoria dos médios.
Entre 2004 e 2011, Holly Holm passou mais de sete anos invicta. Desde então, quando foi nocauteada pela francesa Anne Sophie Mathis, ela não perdeu mais no esporte. Seu desempenho lhe valeu seis prêmios seguidos de Lutadora do Ano pela aclamada Revista The Ring (entre 2005 e 2010). Em 2013, ela entrou para o Hall da Fama do Boxe. 
Holly defendeu várias vezes o título de meio-médio no boxe, e por conta disso foi considerada uma das melhores meio-médios do mundo e uma das melhores de todos os tempos.

## Carreira no MMA
Holly debutou no MMA em Março de 2011, contra Christina Domke em um evento promovido pelo seu empresário de boxe, Lenny Fresquez. Ela fez a luta co-principal da noite e venceu por nocaute técnico no segundo round depois da sua oponente não conseguir continuar a luta pelos chutes baixos de Holm.
Holm voltou ao MMA em setembro de 2011, contra a veterana do strikeforce Jan Finney. Ela venceu Finney por nocaute técnico no terceiro round.
Em fevereiro de 2013, Holly estreou no Bellator contra Katie Merrill e venceu novamente por nocaute técnico no segundo round.

#### Legacy Fighting Championship
Em julho de 2013, Holm enfrentou Allanna Jones no Legacy FC 21 e venceu por nocaute com um chute alto no segundo round
Em outubro de 2011 Holly venceu mais uma vez graças a seus chutes, e nocauteou Nikki Knudsen no Legacy FC 24.
Em dezembro de 2013, Holly enfrentou Angela Hayes e venceu em sua primeira luta que foi para a decisão dos juízes.
No dia 4 de abril de 2014, no Legacy FC 30, Holm enfrentou Juliana Werner em luta válida pelo Cinturão Peso-Galo feminino do Legacy FC, e venceu mais uma vez por nocaute técnico, graças a seus chutes. No entanto Holly sofreu uma fratura no braço no primeiro round.

### Ultimate Fighting Championship
Depois de várias especulações e tentativas frustradas de negociação, no dia 10 de Julho de 2014, Dana White anunciou a contratação da lutadora. A estréia de Holly no UFC seria no dia 6 de Dezembro de 2014 no UFC 181. No entanto, uma lesão a tirou do card.
Sua estréia foi remarcada para 28 de Fevereiro de 2015 no UFC 184, contra Raquel Pennington. Ela venceu por decisão dividida.
Holm enfrentou Marion Reneau em 15 de Julho de 2015 no UFC Fight Night: Mir vs. Duffee. Ela venceu a luta por decisão unânime.

##### Nocaute em Ronda Rousey e Cinturão do UFC
Depois de confirmar que Miesha Tate seria a próxima rival de Ronda Rousey em trilogia a ser realizada no octógono, o Ultimate anunciou uma mudança de planos. Dana White confirmou que Ronda defenderia seu cinturão contra Holly Holm, a maioria da mídia e fâs consideravam que ainda era muito cedo para Holly Holm enfrententar Ronda e criticaram a decisão do UFC. A luta aconteceria em 2 de Janeiro de 2016, no UFC 195. No entanto, a luta foi movida para o UFC 193 em 14 de Novembro de 2015, após uma lesão sofrida por Robbie Lawler que faria o evento principal.
O clima de tensão resultado da quente encarada na pesagem ficou claro antes mesmo do início da luta, onde Ronda Rousey se mostrou nervosa e revoltada com Holm inclusive se recusou a tocar as luvas antes de Herb Dean autorizar que o combate começasse. Diferentemente de suas últimas lutas, Ronda viu sua trocação ser colocada constantemente à prova. Ex-campeã de boxe, Holly conseguiu desferir bons socos no rosto da campeã, acertando 29 de 38 socos na face de Ronda. Com uma esquiva rápida, Holly mantinha a luta na longa distância e tentava soltar golpes exponenciais. No segundo round, após uma esquiva, Holm acertou com um chute de esquerda que mandou Ronda para o chão e foi para cima com uma série de golpes que só terminou com a interrupção de Herb Dean. Sagrando Holm a nova Campeã Peso Galo Feminino do UFC e uma das maiores zebras da história do UFC. Depois de ótima atuação, Holm foi premiada duas vezes com a Luta da Noite e Performance da Noite.

##### Derrota para Miesha Tate e perda de Cinturão
No dia 5 de março de 2016, Holm enfrentou a ex-campeã do Strikeforce Miesha Tate no UFC 196. No último round quando a vitória parecia garantida, Tate encurtou a distância e agarrou as costas de Holly Holm, conseguindo uma queda e finalização por mata-leão. Holm tentou resistir mas ficou inconsciente aos 3:30 minutos, quebrando a invencibilidade de Holly.
Holm enfrentou Valentina Shevchenko em 23 de Julho de 2016 no UFC on Fox: Holm vs. Shevchenko. O UFC á havia criado uma estratégia para saber quem seria a nova lutadora que iria disputar o cinturão. Holly foi escalada, já que apesar de ter perdido para Tate, ela fez uma excelente luta e muitos diziam que a derrota havia sido um acidente. Do outro lado escolheram Valentina, que vinha fazendo uma série impressionante, seria um ótimo duelo pra escolher a nova candidata a disputar o cinturão.
A luta começou e Holly fez um primeiro round avassalador deixando Valentina perdida e desnorteada, parecia que a luta não duraria muito. Porém, no segundo round, a luta que parecia ganha ficou equilibrada. Valentina voltou bem e teve até uma leve vantagem, ela conseguiu ter um certo controle, bloqueando a maioria dos golpes de Holly e conseguindo atingi-la de forma mais contundente. No terceiro e o quarto round, a vantagem que parecia leve se tornou enorme e Holly foi totalmente dominada e massacrada, sendo quase nocauteada em certo momento. Ela conseguiu voltar pro último round mas apenas resistiu em pé até o final da luta, perdendo por notáveis 4 x 1 e junto a chance de disputar o cinturão novamente, somando assim sua segunda derrota na carreira do MMA.
Apesar disso ela teve a chance de disputar o cinturão novamente contra Germaine de Randaime. Holly fez uma luta bem superior a que fez contra Valentina, mesmo assim acabou sendo derrotada por pontos em uma luta que posteriormente foi anulada pelo UFC.
Holm enfrentou Beth Correia em 17 de Junho de 2017 no UFC Singaputa: Holm vs. Correia.Uma luta que começou monótona e terminou numa redenção em grande estilo. A ex-campeã peso-galo do UFC, Holly Holm, acabou com uma série de três derrotas seguidas e venceu com um grande nocaute a brasileira Bethe Correia, na luta principal do card de Singapura. A vitória veio com 1m09 do terceiro round, e Bethe tinha acabado de provocar a rival quando a resposta veio em forma de um chute em cheio no rosto da brasileira, que derrubou. Aproveitando o momento, Holly desferiu um soco na cabeça de Beth que caiu desacordada. Holly venceu por nocaute e se redimiu das últimas derrotas. Um belíssima vitória.

## Vida Pessoal
Holm mantem uma relação muito próxima a família. Seu pai sempre esteve presente em suas lutas desde a época do boxe, estando sempre no córner durante as lutas. Atualmente ela e o pai são sócios de uma empresa imobiliária.
No ano de 2012, Holm casou-se com Jeff Kirkpatrick.

## Títulos e feitos

### Boxe
- - 16 defesas de títulos em 3 diferentes categorias
- World Boxing Federation

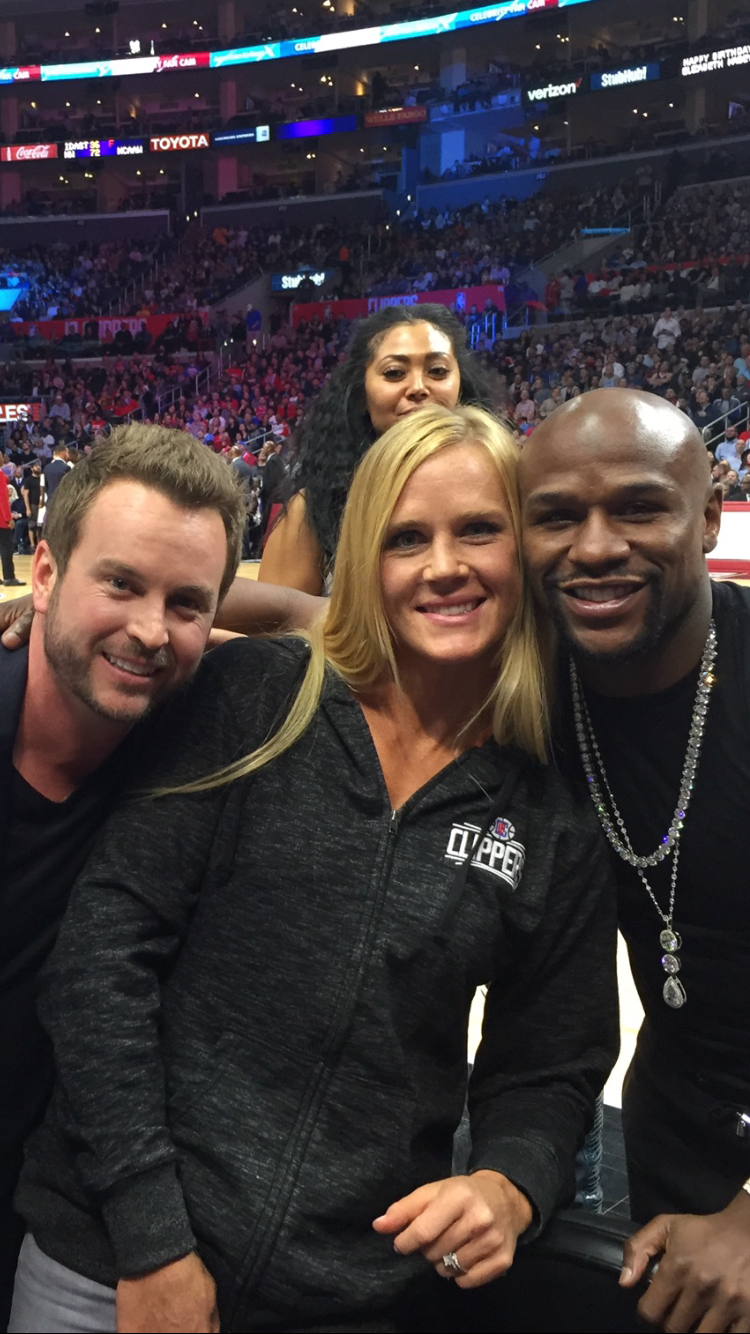
Holly Holm com Floyd Mayweather.

- - WBF Campeã meio-médio do mundo (uma vez)[14]
  - WBF Campeã do torneio meio-médio (uma vez)[15]
  - 2012 Lutadora do ano[16]
  - 2012 Luta feminine do ano vs. Anne Sophie Mathis on June 15[16]
  - Campeã meio-médio do mundo (uma vez)[17]
  - WBAN Campeã Jr meio-médio do mundo (uma vez)[18]
  - WBAN Campeã Jr peso do médio do mundo[19]
  - 2012 Melhor retorno do ano[20]
  - 2011 Luta do ano vs. Anne Sophie Mathis on December 2[21]
  - 2010 Lutadora do ano[22]
  - 2009 Lutadora mais bem sucedida do ano[23]
  - 2008 Maiores triunfos do ano[24]
  - 2007 Lutadora do ano [25]
  - 2007 Maior boxeadora do ano[25]
  - 2006 Maior boxeadora do ano[26]
  - 2005 Maior promessa do ano[27]
  - Campeã meio-médio do mundo (uma vez) [28]
  - NABF Campeonato de peso ligeiro (Uma vez)[29]
  - GBU Campeã meio-médio[28]
  - WIBA Campeã do torneio ligeiro[30]
  - WIBA Campeã do torneio ligeiro[28]
  - IFBA Campeã dos meio-médios[28]
  - IFBA Campeã dos médios-ligeiros[31]
  - 2006 Lutadora do ano[32]
  - WBA Campeã dos meio-médios[33]
  - IBA Três vezes campeã dos torneios meio-médios[17][28]
  - IBA Três vezes campeã dos pesos ligeiros[34][35][36]
- The Ring
  - 2013 Hall da fama do boxe[37]
  - 2010 Lutadora do ano[38]
  - 2009 Lutadora do Ano[38]
  - 2008 Lutadora do Ano[38]
  - 2007 Lutadora do Ano[38]
  - 2006 Lutadora do Ano[38]
  - 2005 Lutadora do Ano[38]

### Kickboxing
- - IKF/Ringside 2001 USA Campeã amadora de kickboxing[39]

### MMA
- Ultimate Fighting Championship
  - Campeã Peso Galo Feminino do UFC (uma vez)
  - Luta da Noite (2 vezes)
  - Performance da Noite (2 vezes)

- Legacy Fighting Championship
  - Campeã Peso Galo Feminino do LFC (uma vez, 2014)

- WMMA Press Association
  - 2013 Nocaute do ano vs. Allanna Jones on July 19[40]
- Bleacher Report
  - 2013 WMMA Nocaute do ano vs. Allanna Jones on July 19[41]

- BloodyElbow.com
  - 2013 Nocaute do ano vs. Allanna Jones on July 19[42]

## Cartel no MMA
| Cartel no MMA   |             |            |
| 19 lutas        | 14 vitórias | 5 derrotas |
| Por nocaute     | 8           | 1          |
| Por finalização | 0           | 1          |
| Por decisão     | 6           | 3          |

| Res.    | Cartel | Oponente             | Método                                               | Evento                                  | Data       | Round | Tempo | Local                   | Notas                                                                         |
| ------- | ------ | -------------------- | ---------------------------------------------------- | --------------------------------------- | ---------- | ----- | ----- | ----------------------- | ----------------------------------------------------------------------------- |
| Derrota | 14-6   | Ketlen Vieira        | Decisão (dividida)                                   | UFC Fight Night: Holm vs. Viera         | 21/05/2022 | 5     | 5:00  | Las Vegas, Nevada       |                                                                               |
| Vitória | 14-5   | Irene Aldana         | Decisão (unânime)                                    | UFC on ESPN: Holm vs. Aldana            | 03/10/2020 | 5     | 5:00  | Abu Dhabi               |                                                                               |
| Vitória | 13-5   | Raquel Pennington    | Decisão (unânime)                                    | UFC 246: McGregor vs. Cowboy            | 18/01/2020 | 3     | 5:00  | Las Vegas, Nevada       |                                                                               |
| Derrota | 12-5   | Amanda Nunes         | Nocaute Técnico (chute na cabeça e socos)            | UFC 239: Jones vs. Santos               | 06/07/2019 | 1     | 4:10  | Las Vegas, Nevada       | Retorno ao Peso Galo. Pelo Cinturão Peso Galo Feminino do UFC.                |
| Vitória | 12-4   | Megan Anderson       | Decisão (unânime)                                    | UFC 225: Whittaker vs. Romero II        | 09/06/2018 | 3     | 5:00  | Chicago, Illinois       |                                                                               |
| Derrota | 11-4   | Cristiane Justino    | Decisão (unânime)                                    | UFC 219: Cyborg vs. Holm                | 30/12/2017 | 5     | 5:00  | Las Vegas, Nevada       | Retorno ao Peso Pena; Pelo Cinturão Peso Pena Feminino do UFC; Luta da Noite. |
| Vitória | 11-3   | Bethe Correia        | Nocaute (chute na cabeça e soco)                     | UFC Fight Night: Holm vs. Correia       | 17/06/2017 | 3     | 1:09  | Kallang                 | Retorno ao Peso Galo; Performance da Noite.                                   |
| Derrota | 10-3   | Germaine de Randamie | Decisão (unânime)                                    | UFC 208: Holm vs. de Randamie           | 11/02/2017 | 5     | 5:00  | Brooklyn, New York      | Estreia no Peso Pena; Pelo Cinturão Inaugural Peso Pena Feminino do UFC.      |
| Derrota | 10-2   | Valentina Shevchenko | Decisão (unânime)                                    | UFC on Fox: Holm vs. Shevchenko         | 23/07/2016 | 5     | 5:00  | Chicago, Illinois       |                                                                               |
| Derrota | 10-1   | Miesha Tate          | Finalização Técnica (mata leão)                      | UFC 196: Mcgregor vs Diaz               | 05/03/2016 | 5     | 3:30  | Las Vegas, Nevada       | Perdeu o Cinturão Peso Galo Feminino do UFC                                   |
| Vitória | 10-0   | Ronda Rousey         | Nocaute (chute na cabeça e socos)                    | UFC 193: Rousey vs. Holm                | 14/11/2015 | 2     | 0:59  | Melbourne               | Ganhou o Cinturão Peso Galo Feminino do UFC; Luta e Performance da Noite      |
| Vitória | 9-0    | Marion Reneau        | Decisão (unânime)                                    | UFC Fight Night: Mir vs. Duffee         | 15/07/2015 | 3     | 5:00  | San Diego, California   |                                                                               |
| Vitória | 8-0    | Raquel Pennington    | Decisão (dividida)                                   | UFC 184: Rousey vs. Zingano             | 28/02/2015 | 3     | 5:00  | Los Angeles, California | Estréia no UFC.                                                               |
| Vitória | 7-0    | Juliana Werner       | Nocaute Técnico (chute na cabeça e socos)            | Legacy FC 30: Holm vs. Werner           | 04/04/2014 | 5     | 1:50  | Albuquerque, New Mexico | Ganhou o Cinturão Peso Galo do Legacy.                                        |
| Vitória | 6-0    | Angela Hayes         | Decisão (unânime)                                    | Fresquez Productions: Havoc             | 06/12/2013 | 3     | 5:00  | Albuquerque, New Mexico |                                                                               |
| Vitória | 5-0    | Nikki Knudsen        | Nocaute Técnico (chute lateral no corpo e joelhadas) | Legacy FC 24: Feist vs. Ferreira        | 11/10/2013 | 2     | 1:18  | Dallas, Texas           |                                                                               |
| Vitória | 4-0    | Allanna Jones        | Nocaute (chute na cabeça)                            | Legacy FC 21: Huerta vs. Hobar          | 19/07/2013 | 2     | 2:22  | Houston, Texas          |                                                                               |
| Vitória | 3-0    | Katie Merrill        | Nocaute Técnico (socos)                              | Bellator 91                             | 28/02/2013 | 2     | 3:02  | Rio Rancho, New Mexico  |                                                                               |
| Vitória | 2-0    | Jan Finney           | Nocaute Técnico (chute no corpo)                     | Fresquez Productions: Clash in the Cage | 09/09/2011 | 3     | 2:49  | Albuquerque, New Mexico |                                                                               |
| Vitória | 1-0    | Christina Domke      | Nocaute Técnico (chutes na perna)                    | Fresquez Productions: Double Threat     | 04/03/2011 | 2     | 3:58  | Albuquerque, New Mexico |                                                                               |

## Cartel no Boxe
| 33 Vitórias (9 nocautes, 23 decisões), 2 Derrotas, 3 Empates |         |                     |                       |              |            |                                                          |                                                       |
| Res.                                                         | Recorde | Oponente            | Método                | Tempo        | Data       | Localização                                              | Notas                                                 |
| Vitória                                                      | 33-2-3  | Mary McGee          | Decisão (unânime)     | 10           | 2013-05-11 | Route 66 Casino, Albuquerque, Novo México                |                                                       |
| Vitória                                                      | 32-2-3  | Diana Prazak        | Decisão (unânime)     | 10           | 2012-12-07 | Route 66 Casino, Albuquerque, Novo México                | Venceu o título vago IBA Ligeiro.                     |
| Vitória                                                      | 31-2-3  | Anne Sophie Mathis  | Decisão (unânime)     | 10           | 2012-06-15 | Route 66 Casino, Albuquerque, Novo México                | Venceu WBF feminino, IBA feminino, & WBAN meio-médio. |
| Derrota                                                      | 30-2-3  | Anne Sophie Mathis  | Nocaute               | 7 (10), 1:38 | 2011-12-02 | Route 66 Casino, Albuquerque, Novo México                |                                                       |
| Vitória                                                      | 30-1-3  | Victoria Cisneros   | Decisão (unânime)     | 10           | 2011-06-10 | Route 66 Casino, Albuquerque, Novo México                |                                                       |
| Vitória                                                      | 29-1-3  | Ann Saccurato       | Nocaute Técnico       | 8 (10), 0:51 | 2010-12-03 | Route 66 Casino, Albuquerque, Novo México                |                                                       |
| Vitória                                                      | 28-1-3  | Jaime Clampitt      | Nocaute Técnico       | 1 (10), 1:53 | 2010-08-06 | Hard Rock, Albuquerque, Novo México                      | Venceu o título vago IBA Ligeiros.                    |
| Vitória                                                      | 27-1-3  | Chevelle Hallback   | Decisão (unânime)     | 10           | 2010-03-26 | Isleta Casino & Resort, Albuquerque, Novo México         | Won o título WIBA Ligeiros                            |
| Vitória                                                      | 26-1-3  | Victoria Cisneros   | Decisão (unânime)     | 10           | 2009-12-04 | Isleta Casino & Resort, Albuquerque, Novo México         | Venceu o título NABF Ligeiro                          |
| Vitória                                                      | 25-1-3  | Terri Blair         | Decisão (unânime)     | 10           | 2009-08-28 | New Mexico Highlands University, Las Vegas, Novo México  |                                                       |
| Vitória                                                      | 24-1-3  | Duda Yankovich      | Nocaute Técnico       | 4 (10), 0:32 | 2009-06-05 | Isleta Casino & Resort, Albuquerque, Novo México         |                                                       |
| Vitória                                                      | 23-1-3  | Myriam Lamare       | Decisão (unânime)     | 10           | 2009-01-23 | Isleta Casino & Resort, Albuquerque, Novo México         |                                                       |
| Empate                                                       | 22-1-3  | Mary Jo Sanders     | Decisão (majoritária) | 10           | 2008-10-17 | The Palace, Auburn Hills, Michigan                       |                                                       |
| Vitória                                                      | 22-1-2  | Mary Jo Sanders     | Decisão (unânime)     | 10           | 2008-06-13 | Isleta Casino & Resort, Albuquerque, Novo México         |                                                       |
| Vitória                                                      | 21-1-2  | Belinda Laracuente  | Decisão (unânime)     | 10           | 2008-02-07 | Pechanga Resort & Casino, Temecula, Califórnia           |                                                       |
| Vitória                                                      | 20-1-2  | Miriam Brakache     | Nocaute Técnico       | 7 (10), 1:40 | 2008-01-11 | Isleta Casino & Resort, Albuquerque, Novo México         |                                                       |
| Vitória                                                      | 19-1-2  | Angelica Martinez   | Decisão (unânime)     | 10           | 2007-09-21 | Santa Ana Star Casino, Bernalillo, Novo México           | Venceu o título IBA Meio-médio                        |
| Vitória                                                      | 18-1-2  | Chevelle Hallback   | Decisão (unânime)     | 10           | 2007-05-23 | Tingley Coliseum, Albuquerque, Novo México               |                                                       |
| Vitória                                                      | 17-1-2  | Ann Saccurato       | Decisão (unânime)     | 10           | 2007-03-22 | Isleta Casino & Resort, Albuquerque, Novo México         |                                                       |
| Vitória                                                      | 16-1-2  | Tricia Turton       | Decisão (unânime)     | 10           | 2006-12-01 | Isleta Casino & Resort, Albuquerque, Novo México         | Venceu o título IFBA médio-ligeiro                    |
| Vitória                                                      | 15-1-2  | Jane Couch          | Decisão (unânime)     | 10           | 2006-09-23 | Isleta Casino & Resort, Albuquerque, Novo México         |                                                       |
| Vitória                                                      | 14-1-2  | Angelica Martinez   | Decisão (unânime)     | 10           | 2006-06-10 | Isleta Casino & Resort, Albuquerque, Novo México         | Venceu o título inaugural de WBA meio-médio           |
| Vitória                                                      | 13-1-2  | Shadina Pennybaker  | Nocaute Técnico       | 7 (10), 0:57 | 2006-02-24 | Isleta Casino & Resort, Albuquerque, Novo México         |                                                       |
| Vitória                                                      | 12-1-2  | Mia St. John        | Decisão (unânime)     | 10           | 2005-12-08 | Isleta Casino & Resort, Albuquerque, Novo México         |                                                       |
| Vitória                                                      | 11-1-2  | Christy Martin      | Decisão (unânime)     | 10           | 2005-09-16 | Isleta Casino & Resort, Albuquerque, Novo México         |                                                       |
| Vitória                                                      | 10-1-2  | Lisa Lewis          | Nocaute Técnico       | 8 (10), 3:00 | 2005-06-24 | Isleta Casino & Resort, Albuquerque, Novo México         |                                                       |
| Vitória                                                      | 9-1-2   | Gloria Ramirez      | Decisão (unânime)     | 4            | 2005-04-15 | Tingley Coliseum, Albuquerque, Novo México               |                                                       |
| Vitória                                                      | 8-1-2   | Terri Blair         | Decisão (unânime)     | 10           | 2004-12-10 | Isleta Casino & Resort, Albuquerque, Novo México         | Venceu o título inaugural dos ligeiros.               |
| Derrota                                                      | 7-1-2   | Rita Turrisi        | Nocaute Técnico       | 4 (6)        | 2004-06-27 | Sandia Casino, Albuquerque, Novo México                  |                                                       |
| Empate                                                       | 7-0-2   | Angelica Martinez   | Decisão (majoritária) | 6            | 2004-05-15 | Sky Ute Casino, Ignacio, Colorado                        |                                                       |
| Vitória                                                      | 7-0-1   | Janae Archuleta     | Nocaute Técnico       | 1 (6)        | 2004-04-10 | Convention Center, Albuquerque, Novo México              |                                                       |
| Vitória                                                      | 6-0-1   | Angelica Martinez   | Decisão (unânime)     | 6            | 2003-12-12 | Kiva ADecisão (unânime)itorium, Albuquerque, Novo México |                                                       |
| Empate                                                       | 5-0-1   | Stephanie Jaramillo | PTS                   | 6            | 2003-10-03 | Sandia Casino, Albuquerque, Novo México                  |                                                       |
| Vitória                                                      | 5-0     | Stephanie Jaramillo | Decisão (majoritária) | 4            | 2003-08-26 | Sandia Casino, Albuquerque, Novo México                  |                                                       |
| Vitória                                                      | 4-0     | Bonnie Mann         | Decisão (unânime)     | 4            | 2002-09-06 | Santa Ana Star Casino, Albuquerque, Novo México          |                                                       |
| Vitória                                                      | 3-0     | Martha Deitchman    | Decisão (unânime)     | 4            | 2002-08-17 | Santa Ana Star Casino, Albuquerque, Novo México          |                                                       |
| Vitória                                                      | 2-0     | Terrie Carrillo     | Nocaute Técnico       | 1 (4), 2:36  | 2002-06-21 | Sky City Casino, Acoma, Novo México                      |                                                       |
| Vitória                                                      | 1-0     | Martha Deitchman    | Nocaute Técnico       | 3 (4)        | 2002-01-25 | Isleta Casino & Resort, Albuquerque, Novo México         | Luta de estreia                                       |

## Carreira artística

### Televisão
| Ano  | Título               | Papel     | Notas                      |
| 2010 | Knockout Sportsworld | Ela mesmo | Episodio: "Throwing Bombs" |
| ---- | -------------------- | --------- | -------------------------- |

### Filmografia
| Ano  | Título       | Papel | Notas |
| 2016 | Fight Valley |       |       |
| ---- | ------------ | ----- | ----- |